# Sinfonie e concerti a cinque, opus 2 (Albinoni)

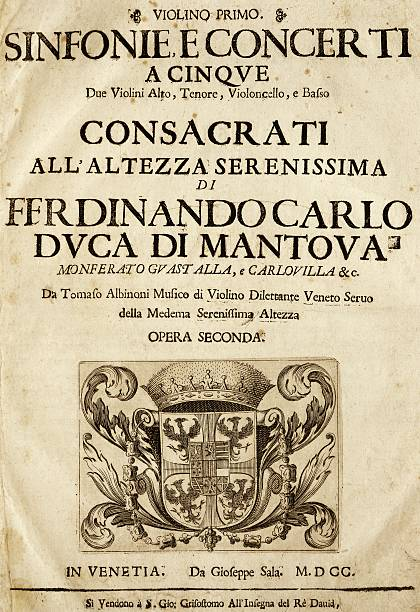
Page de titre de Sinfonie e concerti a cinque, opus 2.

Les Sinfonie e concerti a cinque, opus 2 (« symphonies et concertos à cinq ») de Tomaso Albinoni ont été publiées à Venise en 1700. Ce recueil correspond à la fin de la période de jeunesse du compositeur et illustre déjà son style caractéristique. Il fut dédié à Ferdinando Carlo Gonzaga, duc de Mantoue.

## Instrumentation
La mention « a cinque » ne fait pas référence au nombre de musiciens (il s'agirait alors d'œuvres de musique de chambre : un quintette), mais au nombre de voix, c'est-à-dire de parties différentes. Les cinq voix sont réparties ainsi :
Pour les symphonies (qui tiennent en fait davantage de la Sonata da chiesa, d'où leur appellation parfois de sonates) :
- - premiers violons (primo) ;
  - deuxièmes violons (secondo) ;
  - altos (alto) ;
  - ténors[2] (tenore) ;
  - basse continue formée par les violoncelles (violoncello), la ou les contrebasses à l'octave inférieure (basso opera seconda) et la main gauche du clavecin, la main droite réalisant le chiffrage en un accompagnement le plus souvent harmonique.

Pour les concertos, s'ajoute une partie de violon solo à la place des ténors.
Pour jouer ces douze œuvres, il n'est pas nécessaire que l'effectif de l'orchestre à cordes soit important : un orchestre de chambre (3 premiers violons, 3 deuxièmes violons, 2 altos, 2 ténors, 2 violoncelles, 1 contrebasse et un clavecin par exemple) est le plus souvent suffisant pour reproduire l'esprit intimiste et l'atmosphère feutrée de leur création. Le plus souvent, un chef d'orchestre dirige la formation, mais il arrive que certains solistes prennent la direction de l'ensemble.

## Liste des œuvres
- Symphonie en sol majeur, op. 2 no 1 (I. Grave-Adagio, II. Allegro, III. Adagio, IV. Allegro assai) ;
- Concerto en fa majeur, op. 2 no 1 (I. Allegro assai, II. Adagio, III. Allegro) ;
- Symphonie en do majeur, op. 2 no 2 (I. Largo, II. Allegro, III. Grave, IV. Allegro) ;
- Concerto en mi mineur, op. 2 no 2 (I. Allegro, II. Adagio, III. Presto, IV. Adagio, V. Allegro) ;
- Symphonie en la majeur, op. 2 no 3 (I. Grave, II. Allegro, III. Adagio, IV. Allegro) ;
- Concerto en si bémol majeur, op. 2 no 3 (I. Allegro assai, II. Adagio, III. Allegro) ;
- Symphonie en do mineur, op. 2 no 4 (I. Grave, II. Allegro assai, III. Adagio, IV. Allegro) ;
- Concerto en sol majeur, op. 2 no 4 (I. Allegro, II. Adagio, III. Allegro) ;
- Symphonie en si bémol majeur, op. 2 no 5 (I. Largo, II. Allegro assai, III. Grave, IV. Allegro) ;
- Concerto en do majeur, op. 2 no 5 (I. Allegro, II. Adagio, III. Allegro) ;
- Symphonie en sol mineur, op. 2 no 6 (I. Adagio, II. Allegro, III. Grave, IV. Allegro) ;
- Concerto en ré majeur, op. 2 no 6 (I. Allegro assai, II. Largo, III. Presto, IV. Adagio, V. Allegro).

## Discographie
- Intégrale : Insieme strumentale di Roma, Stradivarius - STR 33519
- Symphonies : Ensemble 415, Chiara Banchini (dir.), Zig-Zag Territores - ZZT090202